# Maggie O'Farrell
Maggie O'Farrell (Coleraine, 27 maggio 1972) è una scrittrice britannica.

## Biografia
O'Farrell è nata a Coleraine, in Irlanda del Nord, e cresciuta tra la Scozia e il Galles.
All'età di otto anni perse un anno di scuola a causa di un'infezione. Questo evento ha ampio risalto in La distanza fra noi e nella sua biografia Io sono, io sono, io sono.
Prima di dedicarsi alla scrittura ha lavorato come cameriera, insegnante, corriere e giornalista.

## Opere
- After You'd Gone, Dopo di te, Sonzogno 2000. trad. di Isabella Ruggi ISBN 88-454-1947-9.
- My Lover's Lover 2002
- The Distance Between Us 2004, La distanza fra noi, Guanda 2015. trad. di Stefania De Franco ISBN 978-88-235-1150-7.
- The Vanishing Act of Esme Lennox, Quando Esme Lennox svanì, Il Saggiatore 2007. trad. di Ada Arduini ISBN 978-88-428-1451-1.
- The Hand That First Held Mine 2010, La mano che teneva la mia, Guanda 2011. trad. di Valeria Bastia ISBN 978-88-6088-668-2.
- Instructions for a Heatwave 2013, Istruzioni per un'ondata di caldo, Guanda 2014. traduzione di Valeria Bastia ISBN 978-88-235-0347-2.
- This Must Be the Place, Il tuo posto è qui, Guanda 2016. trad. di Stefania De Franco ISBN 978-88-235-1530-7.
- I Am, I Am, I Am 2017, Io sono, io sono, io sono, Guanda 2018. trad. di Stefania De Franco ISBN 978-88-235-2035-6.
- Hamnet 2020, Nel nome del figlio. Hamnet, Guanda 2021. trad. di Stefania De Franco ISBN 978-88-235-2569-6.

## Premi e riconoscimenti
- Betty Trask Award: 2000 vincitrice con Dopo di te[4]
- Somerset Maugham Award: 2005 vincitrice con La distanza fra noi[5]
- Costa Book Awards: 2010 vincitrice nella categoria "Miglior romanzo" con La mano che teneva la mia[6]
- Women's Prize for Fiction: 2020 vincitrice con Nel nome del figlio. Hamnet[7]
- National Book Critics Circle Award: 2021 vincitrice con Nel nome del figlio. Hamnet[8]